# Geas Volley
La Geas Pallavolo, dal 2013 diventata Geas Volley, è una società pallavolistica femminile di Sesto San Giovanni, in provincia di Milano.

## Storia della società
La società nacque nel 1981 per iniziativa dell'Associazione Sportiva Dilettantistica Geas, sorta negli anni cinquanta e già vincitrice, con la Geas Basket, di otto campionati femminili di pallacanestro. Questa si fuse con la Società Escursionistica Sestese, facendo il suo esordio in campionato nella stagione 1981-82, in Serie A2.
Nel 1984 la Geas, allora in Serie B, firmò un accordo di sponsorizzazione con la Telcom Telecomunicazioni, che le assicurò il sostegno economico necessario per salire di categoria; due promozioni in tre anni le garantirono l'accesso, al termine della stagione 1986-87, alla Serie A1.
Tra le stagioni 1987-88 e 1993-94 la Geas prese parte a sei campionati di massima serie, inframezzati da una retrocessione, ottenendo come miglior risultato due quinti posti (1988-89, a ex aequo con la Popolare Pescopagano Matera, e 1991-92). Prese parte sei volte ai play-off scudetto, senza mai superare il primo turno.
Nel 1993 rinunciò per problemi economici a prendere parte all'A2; ripartì dai campionati provinciali fino a raggiungere la Serie D. Dalla stagione 2008-09 si dedica esclusivamente al settore giovanile.
Il 10 giugno 2013 è nata ufficialmente la Geas Volley che ha preso il testimone della Geas Pallavolo. 
Nella stagione 2024-2025, segnaliamo due risultati significativi, la seconda divisione femminile, vince il proprio campionato da imbattuta, e approda in prima divisione. Ancora più importante il successo della serie D femminile, che dopo vent'anni ritorna in serie C vincendo i play-off.